# HRH2
HRH2 (англ. Histamine receptor H2) – білок, який кодується однойменним геном, розташованим у людей на короткому плечі 5-ї хромосоми.  Довжина поліпептидного ланцюга білка становить 359 амінокислот, а молекулярна маса — 40 098.
| 10         |  | 20         |  | 30         |  | 40         |  | 50         |
| ---------- |  | ---------- |  | ---------- |  | ---------- |  | ---------- |
| MAPNGTASSF |  | CLDSTACKIT |  | ITVVLAVLIL |  | ITVAGNVVVC |  | LAVGLNRRLR |
| NLTNCFIVSL |  | AITDLLLGLL |  | VLPFSAIYQL |  | SCKWSFGKVF |  | CNIYTSLDVM |
| LCTASILNLF |  | MISLDRYCAV |  | MDPLRYPVLV |  | TPVRVAISLV |  | LIWVISITLS |
| FLSIHLGWNS |  | RNETSKGNHT |  | TSKCKVQVNE |  | VYGLVDGLVT |  | FYLPLLIMCI |
| TYYRIFKVAR |  | DQAKRINHIS |  | SWKAATIREH |  | KATVTLAAVM |  | GAFIICWFPY |
| FTAFVYRGLR |  | GDDAINEVLE |  | AIVLWLGYAN |  | SALNPILYAA |  | LNRDFRTGYQ |
| QLFCCRLANR |  | NSHKTSLRSN |  | ASQLSRTQSR |  | EPRQQEEKPL |  | KLQVWSGTEV |
| TAPQGATDR  |  |            |  |            |  |            |  |            |

A: Аланін

C: Цистеїн

D: Аспарагінова кислота

E: Глутамінова кислота

F: Фенілаланін

G: Гліцин

H: Гістидин

I: Ізолейцин

K: Лізин

L: Лейцин

M: Метіонін

N: Аспарагін

P: Пролін

Q: Глутамін

R: Аргінін

S: Серин

T: Треонін

V: Валін

W: Триптофан

Кодований геном білок за функціями належить до рецепторів, g-білокспряжених рецепторів, білків внутрішньоклітинного сигналінгу. 
Задіяний у таких біологічних процесах як поліморфізм, альтернативний сплайсинг. 
Локалізований у клітинній мембрані, мембрані.